# С-17 «Советская Сванетия»
С-17 — советская дизель-электрическая торпедная подводная лодка серии IX-бис, С — «Средняя» времён Второй мировой войны. С 22 ноября 1944 года кораблю присвоено почётное наименование «Советская Сванетия».

## История корабля
Заложена 10 августа 1939 года на заводе № 112 в Горьком под заводским номером 273. Спущена на воду 24 апреля 1940 года.
Начало Великой Отечественной войны С-17 встретила на заводе № 112 в достройке, степень готовности оценивалась в 70,3 %. Осенью 1941 года строительство было остановлено и было возобновлено только летом 1942 года. Постройка велась неспешно, ввиду перепрофилирования «Красного Сормова» на выпуск танков. Так как завод неоднократно срывал сроки завершения строительства, 9-21 мая 1944 года лодку перевели через Архангельск в Молотовск на завод № 402 для достройки. Приёмные испытания завершились 20 апреля 1945 года подписанием приёмного акта. Военно-морской флаг был поднят 20 мая, а в состав флота лодка вошла 9 июня 1945 года, и в боевых действиях ей принять участие не довелось.
До 29 декабря 1955 года С-17 продолжала службу в составе Северного флота, после чего прослужила ещё около двух лет как плавучая зарядовая станция ПЗС-29 и ЗАС-4.
12 марта 1958 года лодку исключили из списка плавсредств флота и списали на слом.

## Командиры
1. Н. В. Фирсов — 3 декабря 1940 — 24 июня 1944
2. Е. Н. Трофимов — 24 июня 1944- 1 февраля 1945
3. Я. К. Иосселиани 1 февраля 1945 — май 1947
4. Гунченко — 194?-1949-1951
5. Ю. П. Штыков — 1951—1955